# Valberg
Valberg ist ein Wintersportort in den französischen Seealpen im Département Alpes-Maritimes (Region Provence-Alpes-Côte d’Azur). Der Ort liegt auf 1700 m Höhe, er gehört zum Gemeindegebiet von Péone. Das Skigebiet erstreckt sich auch auf das Gemeindegebiet von Guillaumes.

## Geschichte
Das Gebiet von Valberg diente früher als Sommerweide für die Milchkühe der Bewohner von Péone und Guillaumes. Es gibt aus der Zeit noch einige alte Bauernhöfe, in denen die Einheimischen den Sommer verbrachten. Der Name Valberg kommt von den Silben „Val“ für Tal und „Berg“ für Bergians als Bezeichnung für Hirten. Der erste Skilift der Seealpen als Schlittenlift mit einer Länge von etwa 300 Metern wurde 1936 am Nordhang des Croix du Sapet errichtet. Heute bietet Valberg die komplette touristische Infrastruktur für Winter- und für Sommertouristen. Der Ort wirbt unter anderem mit der Aussage, dass er bis zu 300 Sonnentage im Jahr hätte, und er gilt als besonders familienfreundlich.

## Wintersaison
Das Skigebiet liegt in der äußeren Zone des Mercantour-Nationalparks. Zusammen mit dem verbundenen Skigebiet von Beuil erstreckt es sich vom Mont Mounier (2817 m) im Norden zum Dôme de Barrot (2136 m) im Süden und im Westen zum Tal Haut-Var sowie im Osten zum Tal Haut-Cians. Das Skigebiet erschließt einen Höhenunterschied von 1700 Metern. Stand 2020 gibt es 56 Skipisten mit einer Gesamtlänge von über 90 Kilometern. Als Aufstiegshilfe gibt es 23 Skilifte, die zusammen 26.000 Personen pro Stunde befördern können. 85 Prozent der Pisten können künstlich beschneit werden.

## Sommersaison
Das Gebiet verfügt über rund 200 km Wanderwege unterschiedlicher Schwierigkeitsgrade sowie über mehrere Trails für Mountainbiker. Durch Valberg führt der Fernwanderweg GR 52A, der Sentier Panoramique du Mercantour. Es gibt außerdem einen Golfplatz, ein Schwimmbad, eine Sommerrodelbahn, einen Kletterwald und weitere Attraktionen.